# 오구오구 내 새끼
《오구오구 내 새끼》는 일요일 낮 11시 25분 부터 11시 35분까지 EBS 1TV에서 방송하는 동물 프로그램이다.